# Università di Königsberg
L'Università di Königsberg (in tedesco Albertus-Universität Königsberg) fu fondata nel 1544 da Alberto I di Prussia. Era comunemente nota con il nome Albertina.
Il primo rettore dell'università è stato Georg Sabinus e all'ateneo era collegato l'omonimo osservatorio.
L'ateneo cessò l'attività nel 1945. Il personale superstite si trasferì prevalentemente all'università di Gottinga.